# ویرهورن
ویرهورن (به انگلیسی: Warehorne) یک روستا و محله مدنی در بریتانیا است که در Ashford واقع شده‌است. ویرهورن ۱۰٫۶۶ کیلومتر مربع مساحت و ۳۷۰ نفر جمعیت دارد.